# Fredrik Meltzer
Frederik Meltzer (Bergen, 29 settembre 1779 – Bergen, 15 dicembre 1855) è stato un imprenditore e politico norvegese ideatore della bandiera norvegese.

## Biografia
Fredrik Meltzer nacque a Bergen nel 1779 da Eberhard Clamer (1745–1815) ed Henrikke Stoltz (1758–1785), entrambi commercianti, originari di
Rödinghausen nella Contea di Ravensberg (nella attuale Vestfalia, Germania) da cui emigrarono nel 1690.
Meltzer ricevette la sua formazione commerciale viaggiando prima a Londra poi nei Paesi Bassi, in Francia e Germania. Poi iniziò a lavorare nella società di importazione di suo padre, a Bergen e nel 1805 ne divenne l'unico proprietario. Nel corso degli anni di carestia 1807-1814, si dedicò alla pesca e all'importazione di grano dalla Danimarca.
Dal 1825 al 1855 l'azienda si occupò principalmente di prodotti ittici, ma Meltzer fu gradualmente così impegnato dalle funzioni pubbliche che la sua attività cominciò a soffrirne.
Nel marzo 1814 venne eletto rappresentante della città di Bergen nell'Assemblea nazionale facendo parte dell'ala moderata del Partito per l'indipendenza (Selvstendighetspartiet).
Meltzer fu uno dei firmatari della Costituzione della Norvegia a Eidsvoll il 17 maggio 1814.
Partecipò alla Commissione Finanze e fu un sostenitore accanito della Eidsvollgarantie. Nel 1815-1816 fu vice-delegato nello Storting (il Parlamento norvegese), poi delegato nel 1821-1822, 1824 e dal 1833 al 1842. Durante questo periodo fu membro di varie commissioni finanziarie ed economiche dove esercitò una grande influenza nelle questioni relative al settore bancario.
A Bergen fu membro del consiglio comunale dal 1813 al 1829 e del consiglio municipale dal 1837 al 1849.

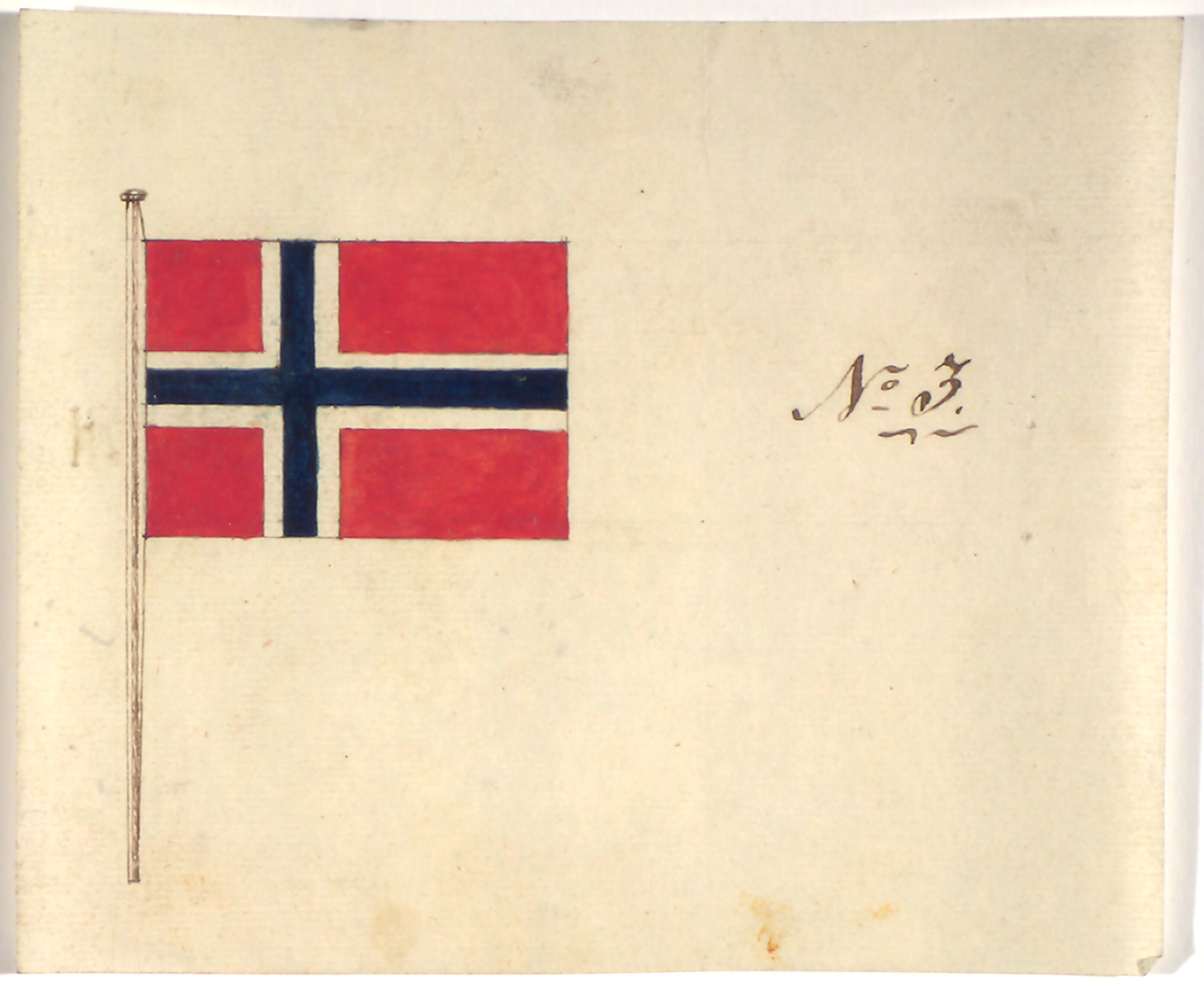
Disegno della bandiera norvegese proposta da Fredrik Meltzer il 4 maggio 1821

Nel 1821 disegnò la bandiera norvegese scegliendo di utilizzare la croce scandinava per simboleggiare gli stretti legami con la Svezia e Danimarca, ed i colori rosso, bianco e blu per richiamare gli ideali liberali di stati democratici come i Paesi Bassi, il Regno Unito, gli Stati Uniti d'America e la Francia rivoluzionaria.
Si dedicò alla finanza divenendo capo del dipartimento di Bergen della Norges Bank, contribuendo alla nascita della Bergen Sparebank e nel 1813 fu uno dei fondatori della Borsa di Bergen.
Si dedicò anche ad associazioni filodrammatiche, musicali e nel sociale; nel 1838 fu uno dei fondatori della "Bergen Art Association", e si sedette nel Comitato esecutivo del neonato "Bergen Museum".
Il diario di Frederik Meltzer, scritto per più di 57 anni, è una delle fonti più importanti sulla vita quotidiana dell'epoca. La maggior parte del suo diario si è conservata.

## Vita privata
Il 27 aprile 1802 sposò Margrethe Stub (31 agosto 1779 – 24 aprile 1832), figlia di Jacob Stub Schiffer (1748–1812) e di sua moglie Desingthun Emmich (1751–1820). Dalla loro unione nacquero 13 figli.